# Czarna Dalia
Czarna Dalia (ang. The Black Dahlia) – amerykański kryminał z 2006 roku na podstawie powieści Jamesa Ellroya.

## Obsada
- Josh Hartnett – Dwight Bucky Bleichert
- Scarlett Johansson – Kay Lake
- Aaron Eckhart – Lee Blanchard
- Hilary Swank – Madeleine Linscott
- Mia Kirshner – Elizabeth Short
- Mike Starr – detektyw Russ Millard
- Fiona Shaw – Ramona Linscott
- Rose McGowan − Sheryl Saddon
- Richard Brake − Bobby DeWitt

## Fabuła
Akcja filmu rozgrywa się w latach 40. XX w. i częściowo oparta jest na faktach. Dwóch byłych bokserów, a obecnie policjantów, Bucky Bleichert i jego partner Lee Blanchard, zajmuje się sprawą Elizabeth Short – brutalnie zamordowanej młodej kobiety. Bucky uświadamia sobie, że jego dziewczyna znała ofiarę, a wkrótce potem zaczyna odkrywać korupcję i spisek w policji.

## Nominacja
- 2007 Najlepsze zdjęcia - Vilmos Zsigmond (nominacja)